# Cypereae
Cypereae es una de las 14 tribus de plantas herbáceas de la subfamilia Cyperoideae en la familia Cyperaceae.    

## Géneros
La tribu está conformada por los siguientes géneros (algunos son sinónimos de otros como Cyperus o son obsoletos):
- Acorellus Palla
- Alinula J.Raynal
- Androtrichum  (Brongn.) Brongn.
- Anosporum Nees
- Ascolepis  Nees
- Ascopholis C.E.C.Fisch.
- Chamaexiphium Hochst.
- Chlorocyperus Rikli
- Courtoisia  Nees
- Courtoisina Soják
- Cyperus L.
- Desmoschoenus Hook.f.
- Dracoscirpoides Muasya
- Eleogiton Link
- Ficinia Schrad.
- Galilea Parl.
- Hellmuthia Steud.
- Hemicarpha Nees
- Hemichlaena Schrad.
- Holoschoenus Link
- Indocourtoisia Bennet & Raizada
- Isolepis R.Br.
- Juncellus (Griseb.) C.B.Clarke
- Karinia Reznicek & McVaugh
- Kyllinga Rottb.
- Kyllingiella R.W.Haines & Lye
- Lipocarpha R.Br.
- Mariscopsis Cherm.
- Marisculus Goetgh.
- Mariscus Vahl
- Megarrhena Schrad. ex Nees
- Oxycaryum Nees
- Platylepis Kunth
- Pseudomariscus Rauschert
- Pycreus P.Beauv.
- Queenslandiella Domin
- Raynalia Soják
- Remirea Aubl.
- Rikliella J.Raynal
- Scirpidiella Rauschert
- Scirpoides Ség.
- Sickmannia Nees
- Sorostachys  Steud.
- Sphaerocyperus Lye
- Sphaeromariscus E.G.Camus
- Thryocephalon J.R.Forst. & G.Forst.
- Torulinium Desv. ex Ham.
- Volkiella Merxm & Czech